# Madeleine Sophie Baratová
Madeleine Sophie Baratová, také jen Sophie Barat (12. prosince 1779, Joigny (Burgundsko); † 25. května 1865, Paříž) byla zakladatelka katolického ženského Společenství dam Nejsvětějšího Srdce Ježíšova, který se stal známý jako vzdělávací řád a trvá dosud. Baratová byla roku 1908 blahořečena a roku 1925 svatořečena.

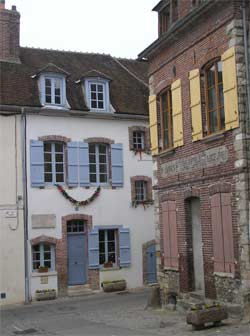
Rodný dům Sofie Baratové v Joigny

## Život
Narodila se v majetkově skromné, ale vzdělané rodině bednáře, farmáře a vinaře Jacquesa Barata a jeho manželky Madeleine rozené Fouffé, v burgundském městečku Joigny, v departementu Yonne. Když vypukla Velká francouzská revoluce, bylo jí deset let a vzdělávala se doma. Prvním učitelem byl její starší bratr Louis, tehdy již jáhen, který ji vyučoval se svými studenty na gymnáziu latinu, literaturu, přírodní vědy a matematiku. Bratr tím, že byl učitelem, unikl před stětím gilotinou, které mu jako knězi hrozilo.
V roce 1801 Louis se Sophií odešli do Paříže. Sofie se tam přidala k trojici dalších mladých žen, které si vydělávaly na živobytí učitelstvím. Z jejich komunity se následně vyvinul Řád Svatého srdce Sacré Coeur, v němž Sofie přijala řeholní jméno Magdaléna. V roce 1805 v Amiensu převzala vedení první školy.
Sofie byla velmi obětavá i organizačně schopná, podílela se na vytvoření řeholních pravidel a učebních osnov nového řádu. Od roku 1806 až do své smrti byla generální představenou tohoto řádu. Řeholnice se někdy nazývaly Dámy Nejsvětějšího Srdce či Sestry Nejsvětějšího Srdce. Jejich stěžejním úkolem bylo jednání s církevními a světskými úřady o zřízení institucionálního ukotvení a legislativy v každé zemi, získání finančních prostředků na postavení budov pro internáty a školy. Papež Řehoř XVI. schválil řád v roce 1843.
Sofie Baratová investovala své příjmy z internátních škol pro dcery z vyšších vrstev (které platily školné), do tzv. svobodných škol pro chudé děti, které se učily a bydlely zdarma. Založila také řadu dalších institucí.
Spoluzakládala řádové kláštery se školou na různých místech v Evropě, Egyptě, USA, Chile, Argentině, na Kubě, v Kanadě a Alžírsku. Všude tam bývalé studentky tvořily frankofonní ženskou elitu. Sestry pomáhaly a pomáhají dětem a mladým lidem v nouzi. V době úmrtí Sofie Baratové bylo v jejím řádu 3500 sester.

## Odkaz v současnosti
V současné době má řád celkem 122 poboček v 16 zemích. V Čechách působil řád v letech 1872–1918 v Klášteře Sacré Coeur v Praze na Smíchově, skončil proto, že sestry byly Němky. V České republice není zastoupen.